# Chesias gelatella
Chesias gelatella är en fjärilsart som beskrevs av Fabricius. Chesias gelatella ingår i släktet Chesias och familjen mätare. Inga underarter finns listade i Catalogue of Life.